# مجید شهریاری
مجید شهریاری (۱۶ آذر ۱۳۴۶ – ۸ آذر ۱۳۸۹) مدرس دانشگاه، فیزیک‌دان و دانشمند هسته‌ای ایرانی بود، که در آذرماه ۱۳۸۹ ترور شد. وی دانش‌آموخته کارشناسی مهندسی الکترونیک از دانشگاه صنعتی امیرکبیر، کارشناسی ارشد مهندسی هسته‌ای از دانشگاه صنعتی شریف و دکتری علوم و تکنولوژی هسته‌ای از دانشگاه صنعتی امیرکبیر بود. شهریاری استاد دانشگاه شهید بهشتی و از کارکنان سازمان انرژی اتمی ایران بود.

## زندگی‌نامه
وی با کسب رتبه دوم در سال ۱۳۶۳ در آزمون ورودی دانشگاه صنعتی امیر کبیر در رشته مهندسی الکترونیک پذیرفته شد. سپس در سال ۱۳۶۷ با کسب رتبه نخست در آزمون کارشناسی ارشد رشته مهندسی هسته‌ای در دانشگاه صنعتی شریف پذیرفته شد و در نهایت در سال ۱۳۷۷ موفق شد که دکترای خود را در رشته علوم و تکنولوژی فناوری هسته‌ای از دانشگاه صنعتی امیرکبیر دریافت کند. او پس از استعفاء از دانشگاه امیرکبیر به خاطر نبود بستر مناسب برای همکاری وی در سال ۱۳۸۰ به دانشگاه شهید بهشتی پیوست و در سال ۱۳۸۵ با راه‌اندازی دانشکده مهندسی هسته‌ای دانشگاه شهید بهشتی به عضویت هیئت علمی آن درآمد.

## سوابق علمی
همراه با مسعود علیمحمدی، دکترای فیزیک ذرات بنیادی و عضو هیئت علمی دانشگاه تهران از مشاوران ایران در پروژه مهم سزامی بودند.
برگزاری دوره‌هایی چون «کارگاه آموزشی آشنائی با کدهای محاسباتی رآکتورهای هسته‌ای» از جمله سوابق شهریاری بوده است. یکی از طرح‌های مهم شهریاری، طراحی‌های تئوریک مربوط به ساخت نسل جدید رآکتورهای هسته‌ای است که بازتاب زیادی نیز در مراکز علمی جهان داشت. او از جمله کارشناسان ارشد مبارزه با کرم رایانه‌ای استاکس‌نت بود.
در سال ۲۰۱۲ خبرگزاری آسوشیتدپرس نموداری را منتشر کرد که تهیه آن به مجید شهریاری نسبت داده شده‌بود و سپس این خبرگزاری اشتباه بودن آن سند را تأیید کرد و بیان کرد که از نظر علمی این نمودار اشتباه بوده است. به گزارش آسوشیتدپرس کشوری که این نمودار را در اختیار این خبرگزاری قرار داده خواهان تأکید بر لزوم توقف پیشرفت برنامه اتمی ایران است.

## نحوه ترور و خاکسپاری
در صبح روز سه‌شنبه ۸ آذر ۱۳۸۹ مجید شهریاری و راننده جلو نشستند و همسر وی هم عقب ماشین نشست. پس از طی ششصد متر، در بزرگراه ارتش یک موتور سیکلت به ماشین نزدیک شده و بمب را به در سرنشین خودرو متصل کرد و سرعت گرفت و دور شد که در همین حین فریاد همسر و راننده وی را از بمب مطلع کرد راننده و همسر او از ماشین پیاده شدند و همسر او به سرعت به سمت درب سرنشین خودرو رفت و درب خودرو را باز کرد تا شهریاری را از خودرو خارج کند اما وی به خاطر گیر کردن کمربند ایمنی نتوانست در زمان کم از ماشین خارج شود و بمب به روی در خودرو منفجر شد و همسر او را چندین متر به عقب پرتاب کرد.
در سال ۱۳۹۱، مازیار ابراهیمی در مستندی تلویزیونی به نام کلوب ترور اعتراف کرد که مسئول تیم ترور مجید شهریاری یکی از دانشمندان اتمی بوده است. در سال ۱۳۹۸ مشخص شد که او و دیگر بازداشت شدگان بیگناه بوده‌اند و زیر شکنجه این اعترافات را انجام داده‌اند.
به گفته شبکه ان‌بی‌سی دو مقام رسمی عالی‌رتبه دولت باراک اوباما تأیید کرده‌اند که سازمان مجاهدین خلق ایران تحت حمایت اسرائیل این ترورها را انجام داده است و آمریکا از این ترورها آگاه بوده ولی دخالتی در آن نداشته است.
رونن برگمن در کتاب برخیز و اول او را بکش می‌نویسد پس از آنکه آریل شارون داگان را به عنوان ریاست موساد منتصب کرد او را مسوول برهم زدن برنامه هسته‌ای ایران قرارداد، چرا که از دید هر دوی آنها یک تهدید علیه اسرائیل محسوب می‌شد. داگان برای به انجام رساندن این مهم به شیوه‌های مختلفی دست زد. دشوارترین و البته کاراترین آنها به اعتقاد داگان شناسایی دانشمندان کلیدی در صنعت موشکی و هسته‌ای و سپس کشتن آنها بود. موساد پانزده تن از این افراد را شناسایی کرد و از بین آنها شش تا را حذف نمود. عملیات حذف بیشتر اوقات در هنگام صبح که در راه رفتن به سر کار بودند بوسیله بمبهای سریع‌الانفجاری که توسط یک موتور سیکلت‌سوار به خودروی آنها می‌چسبیدند انجام می‌شد. این عملیاتها و بسیاری دیگر که توسط موساد کلید زده شده و در بعضی اوقات با همکاری ایالات متحده انجام می‌شدند همگی موفقیت‌آمیز بودند.
گرچه خانواده وی مایل بودند که فرزندشان در زنجان دفن شود اما نهایت وی در امامزاده صالح تهران دفن‌شد.

## واکنش‌ها
مقام‌ها و رسانه‌های دولتی ایران، آمریکا و اسرائیل را مسئول برنامه‌ریزی و اجرای این انفجارها دانستند.
۲۶ بهمن ۱۳۹۰ همزمان با بهره‌برداری از دستاوردهای هسته‌ای جدید ایران با حضور محمود احمدی‌نژاد به یاد خدمت‌های او، تأسیسات هسته‌ای تهران را به نام «شهید شهریاری» تغییر دادند.